# Karl Hugo Friedrich Bauer
Karl Hugo Friedrich Bauer (* 16. Oktober 1874 in Stuttgart; † 8. August 1944 in Leipzig) war ein deutscher Chemiker.

## Leben
Karl Hugo Friedrich Bauer studierte von 1898 bis 1900 Pharmazie an den Universitäten Stuttgart, Leipzig und zuletzt Würzburg. Dort promovierte er 1902 mit seiner Schrift Über Cyanursäurederivate zum Dr. phil. Während seines Studiums wurde er 1898 Mitglied der Landsmannschaft Germania Stuttgart. Seit 1903 wirkte er als Assistent an der Technischen Universität Stuttgart, die ihn 1910 für organische Chemie habilitierte. Er lehrte nun als Privatdozent. Im Zeitraum von 1915 bis 1918 leitete er daneben chemisch-technische Labore im besetzten Russland als Stabsapotheker beim Festungsgouvernement Brest-Litowsk. Zum nichtplanmäßigen außerordentlichen Professor der Universität 1919 ernannt, legte er 1925 die Assistentenstelle nieder und folgte einem Ruf als planmäßiger außerordentlicher Professor für Pharmazeutische Chemie an die Universität Leipzig. Dort wurde er 1937 zum ordentlichen Professor befördert. Sein Amt hielt er bis zum Jahr 1942 inne und starb am 8. August 1944 in Leipzig.
Bauer gehörte der Deutschen Gesellschaft für Fettforschung an, außerdem war er zum Ehrenmitglied der Berliner Zentralstelle für Öl- und Fettforschung ernannt worden. Im November 1933 unterzeichnete er das Bekenntnis der deutschen Professoren zu Adolf Hitler. Ferner war er Mitglied des Reichsluftschutzbundes, seit 1934 der Nationalsozialistischen Volkswohlfahrt und seit 1937 der Altherrenschaft des Nationalsozialistischen Deutschen Studentenbundes.

## Werke
- Chemie der Kohlenstoffverbindungen (1904)
- Geschichte der Chemie (1906)
- Chemie der Fette (1928)
- Die trocknenden Öle (1929)